# 506

## Esdeveniments
- Alaric II promulga el seu breviari de lleis, resum del dret romà vigent conegut com a Breviari d'Alaric o Lex Romana Wisigotorum.[1]
- Guerra romano-sassànida del 502–506: La ciutat de Dara a Mesopotàmia és fortificada per l'emperador Anastasi I Dicor com a frontera contra Pèrsia.